# Вкаменелост
Вкаменелостите са всички органични останки, следи или отпечатъци на растение или животно, които са били запазени в земната кора от отминали геоложки и праисторически времена.
Това са разнообразни фрагменти от черупки и скелети от безгръбначни и гръбначни животни, фрагменти от тях, отпечатъци от телата на животни и растения. Вкаменелостите се срещат в утаените скали и много рядко в метаморфни скали с утаечен произход. Разпределението на вкаменелостите е неравномерно. Различават се 2 крайности по отношение на разпределението – „неми“ или още стерилни пластове (в тях няма вкаменелости), и органогенни скали (почти 100% изградени от останки на вкаменелости).
Вкаменелостите имат голямо значение за палеонтолозите. Чрез тях се определя относителната възраст на скалите, в които се срещат. Някои вкаменелости са показателни за палеообстановката.

## Условия за образуване
Добри условия съществуват в морските басейни. След смъртта, останките на организмите се отлагат на дъното, покриват се с мека утайка, която ограничава достъпа на кислород. Блатните и езерните условия също благоприятстват запазването на вкаменелостите. В реките условията са по-неблагоприятни, тъй като хидродинамиката на водата е силна.

## Къде да ги намерим
Морският бряг е най-подходящото място за търсене. Вкаменелостите се намират най-лесно близо до брега, тъй като вятърът и вълните отмиват почвата и растенията и оголват брега.
Срещат се и в пустините. Те са идеални, защото ги запазват цели. В някои пустини се срещат останки на динозаври. Техните яйца се срещат и в днешни времена.

## Видове
- Ръководна вкаменелост
- Отпечатъчна вкаменелост
- Преходна вкаменелост
- Микровкаменелост
- Кехлибар
- Наследяваща вкаменелост
- Вкаменена дървесина
- Незавършена вкаменелост
- Химична вкаменелост